# 미즈호 (열차)
미즈호(일본어: みずほ)는 2011년부터 서일본 여객철도, 큐슈여객철도가 운영하는 산요 신칸센, 큐슈신칸센에서 직결 운행을 하는 고속열차로 , 열차 등급을 표시하는 고유색은 오렌지색이다.
미즈호의 경우 일본어로 풍년 농사를 기원하는 추수(벼 이삭)를 의미하며, 도카이도 신칸센의 노조미호처럼, JR 패스 적용이 불가능하기 때문에 이용시 참고해야 한다.

## 역사

### 일본국유철도시절
1960년 12월 24일에 도쿄 ~ 구마모토를 연결하는 임시 특급열차로 신설되었다. 1961년 10월 1일에 부정기 열차로 전환되었다가 1962년에 정규 열차로 승격이 되었고 1963년에 20계 객차로 변경되었다. 1964년에 도쿄 ~ 오이타 구간의 경우 후지호의 개통으로 분리 계통되면서 도쿄 ~ 구마모토 노선만 운행하게 되었다.
1972년에 14계 객차가 도입되었다. 1975년 산요 신칸센 하카타 연장으로 하야부사의 부속 편성을 구마모토로 병합 운행이 변경되면서 토스에서 분리 및 합병으로 변경되면서 도쿄 ~ 구마모토, 나가사키 노선으로 변경했다. 1976년에 24계·25계 객차가 도입되었다.
1984년에 B급 침실 서비스가 도입되었다. 1989년 3월에 25계 1000번대를 도입했다. 같은해 12월에 트와일라이트 익스프레스의 개통으로 임시 열차로 전환되었다. 1991년에 식당차 운행이 중단되면서 매점 영업으로 변경되었다가 1994년 다이야 개정으로 운행이 중단되었다.

### 신칸센 시절
2010년에 서일본여객철도와 큐슈여객철도는 2011년 3월부터 신오사카 ~ 가고시마추오를 잇는 고속열차를 제안하면서 명칭을 선정되면서 침대열차가 폐지된지 18년 만에 도입되었다. 큐슈여객철도와 서일본여객철도는 N700계 7000번대, N700계 8000번대 차량을 도입해 3시간 45분을 돌파하는데 이는 사쿠라호보다 도카이도 신칸센의 노조미호처럼, 25분 빠른편이므로, 열차가 매회 드물게 운행하는 편이다.
개통 초기에 왕복 4회로 운행 했다가 2012년 3월에 다이야 개정으로 출근 시간대 신오사카 방면 및 퇴근 시간대 가고시마추오 방면 운행 시 각각 왕복 1회가 증편되었고 신야쓰시로 부근에 서행 구간이 해제 되면서 신오사카 ~ 가고시마추오간 소요 시간이 3시간 42분으로 단축되었다.
2013년 3월에 다이야 개정으로 주말 시간대 신오사카 방면 및 퇴근 시간대 가고시마추오 방면 운행 시 각각 왕복 1회가 증편되었다. 2014년 3월에 다이야 개정으로 일부 시간대에 히메지를 추가로 정차하기 시작했다. 2016년 구마모토 지진의 여파로, 큐슈신칸센 전 노선이 운행이 중단되면서 산요 신칸센 구간만 운행했다가 같은 해 4월에 운행을 재개에 이어 같은 해 7월부터 정상 운행에 들어갔다. 2018년 3월 17일 다이야 개정으로 왕복 2회에 한해 구루메, 센다이에 정차하기 시작했다.

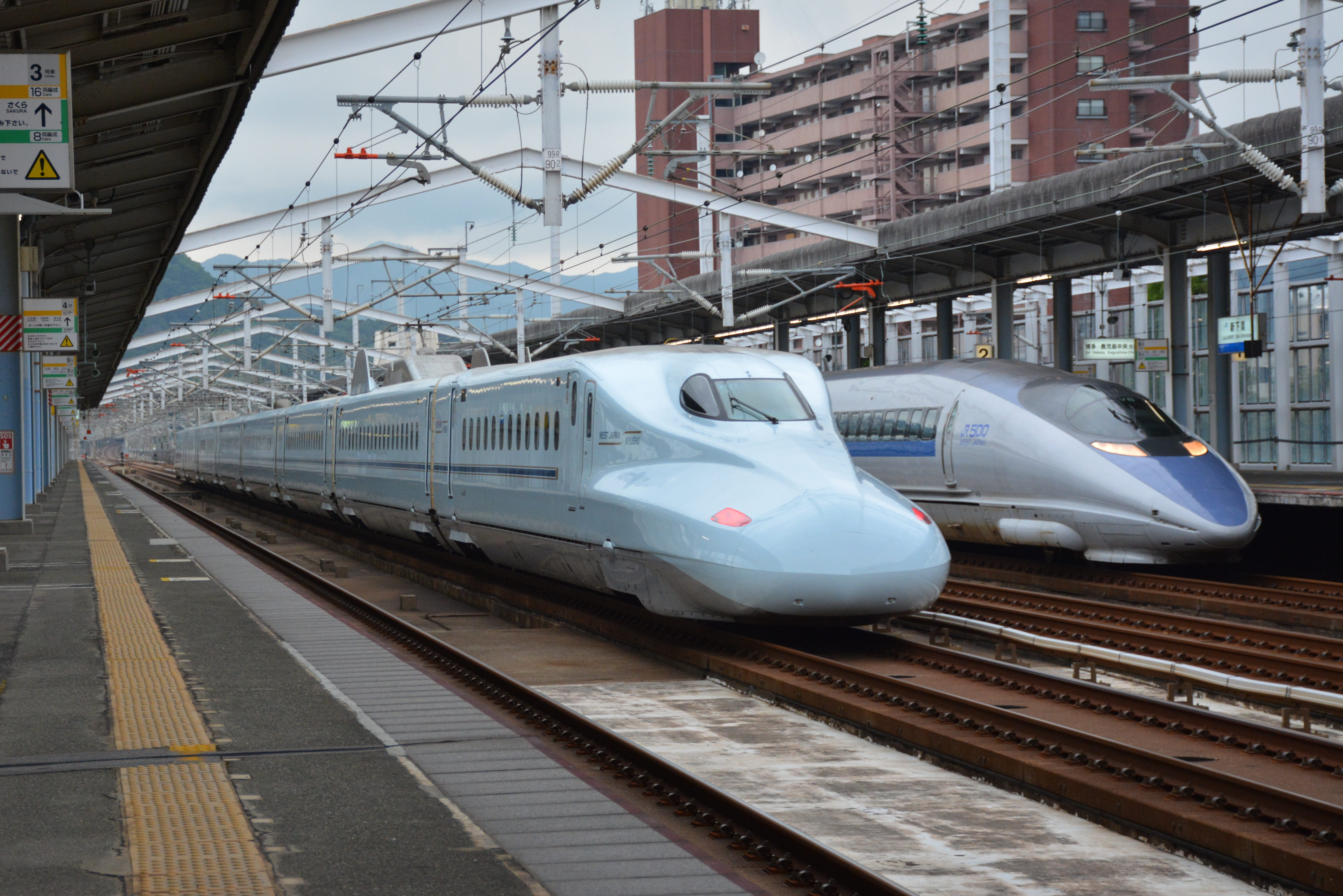
신칸센 N700계 8000번대
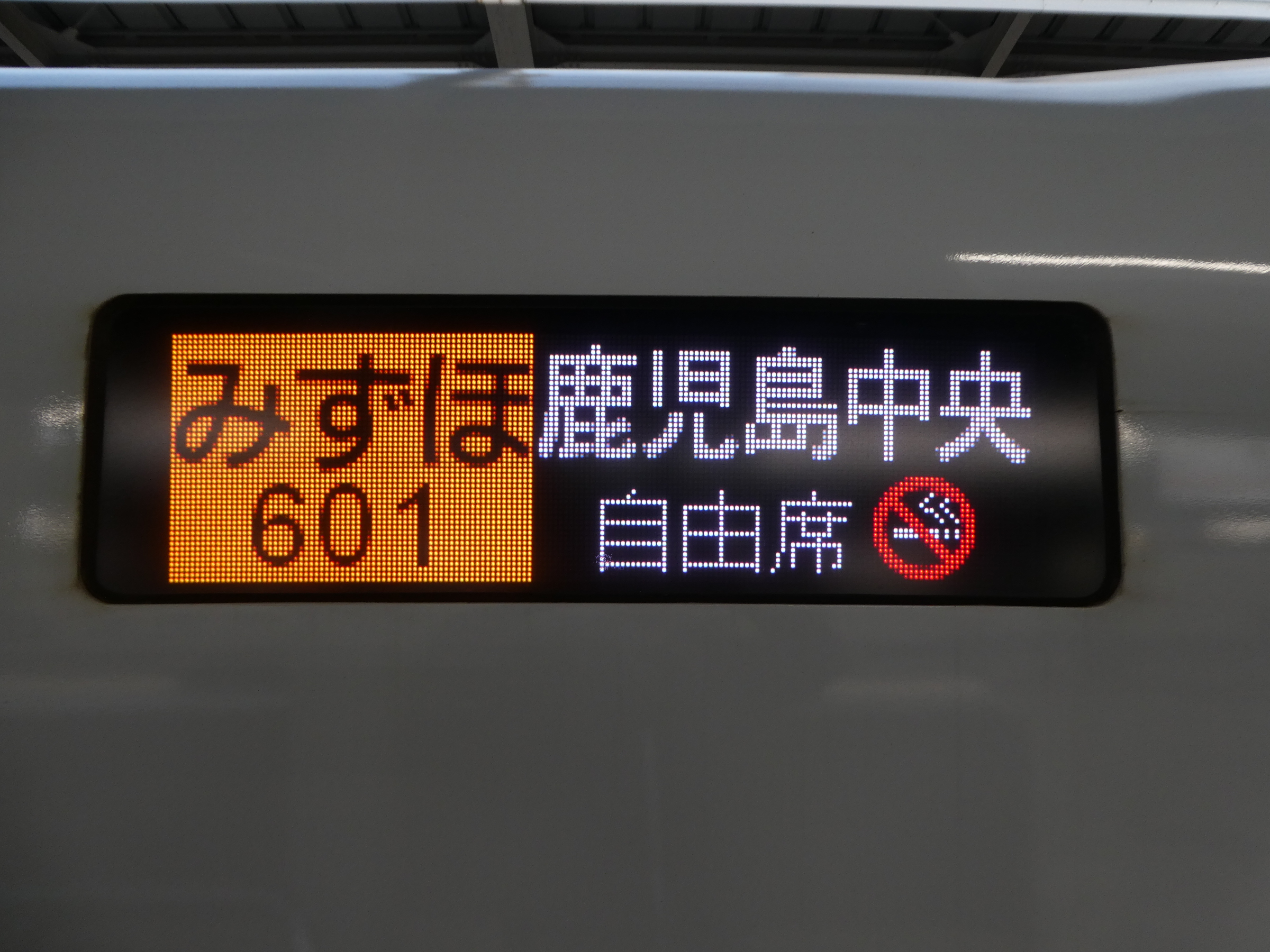
미즈호 행선지

### N700계

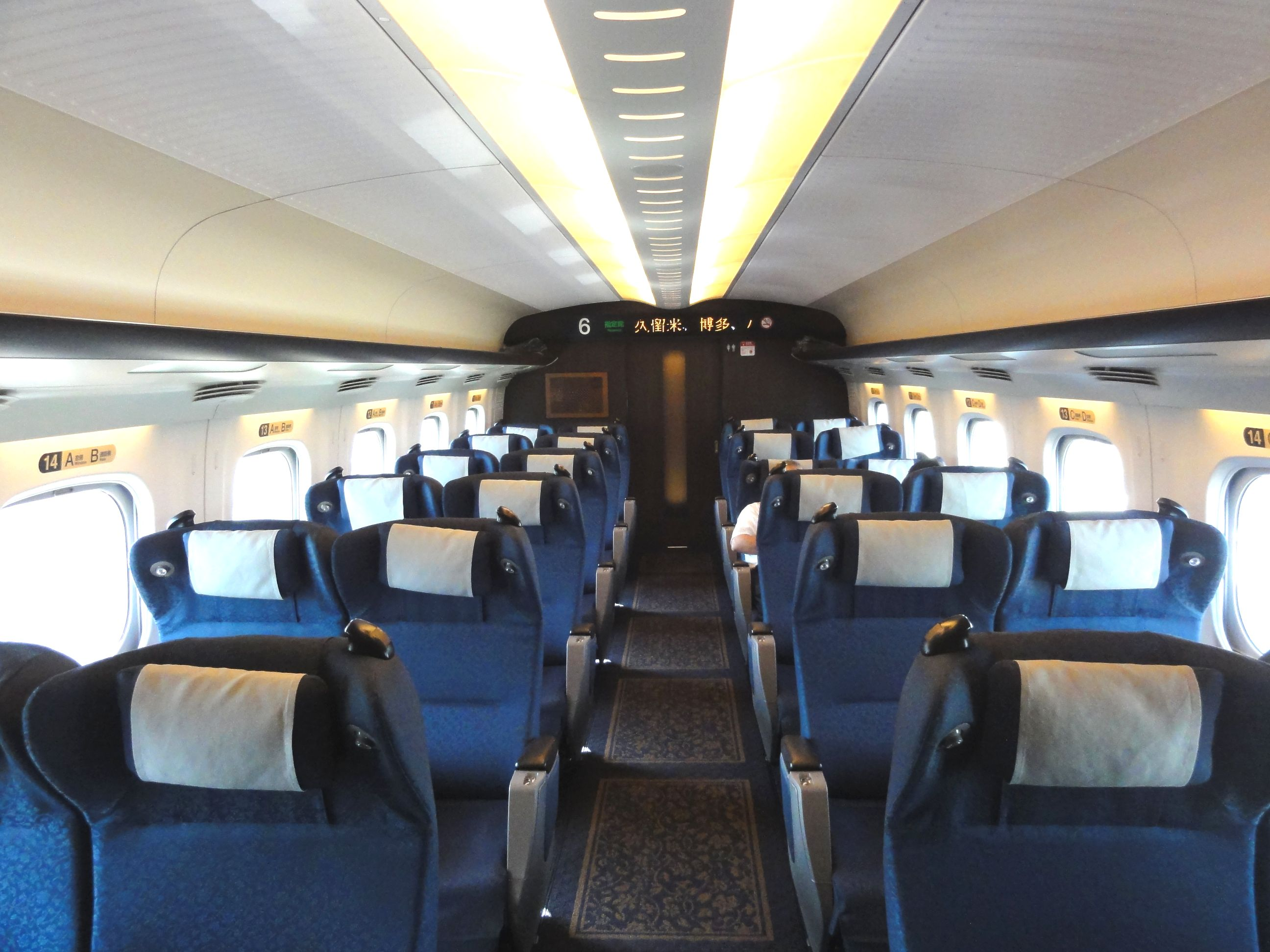
6호차 그린차
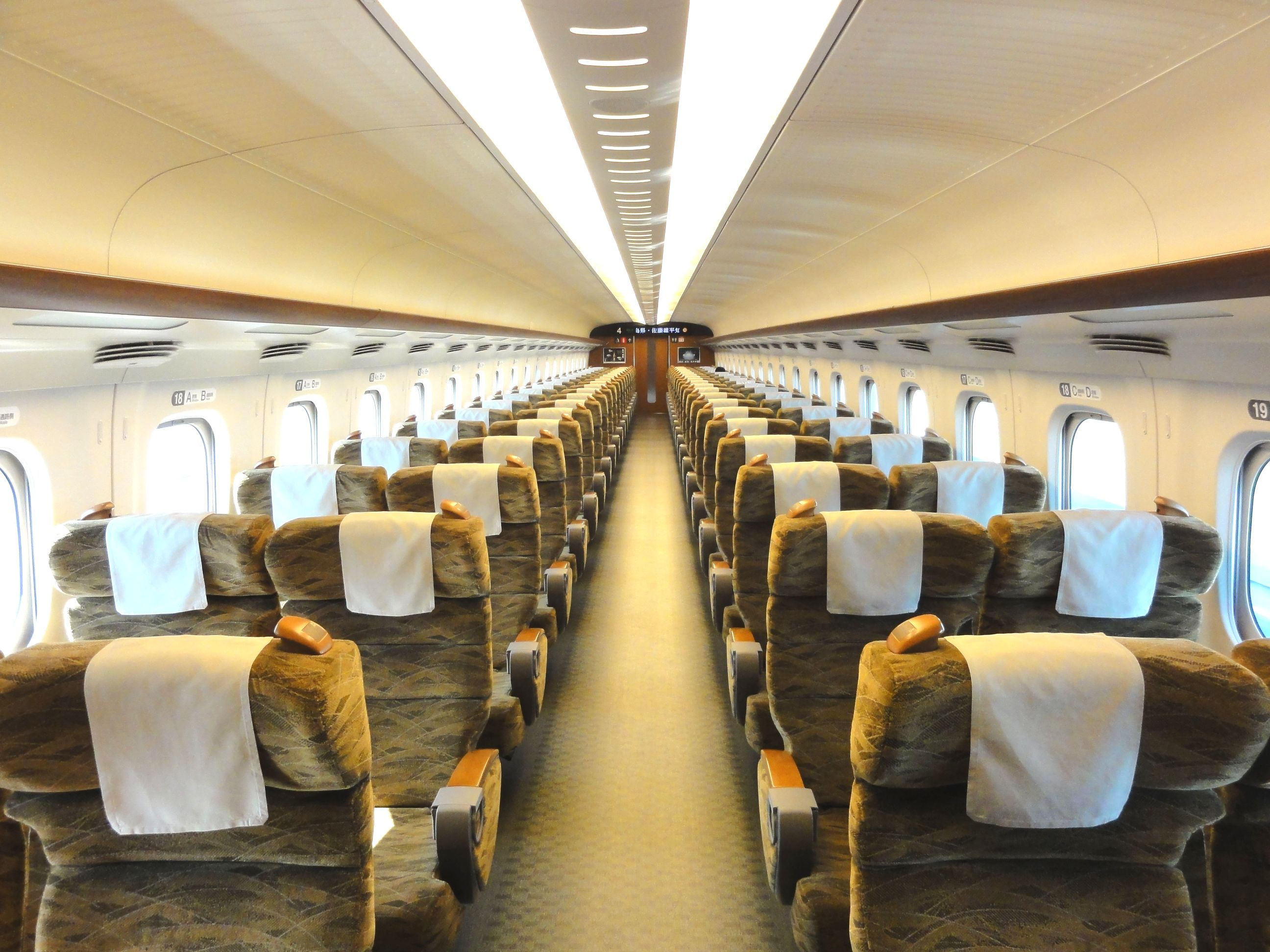
4호차 좌석
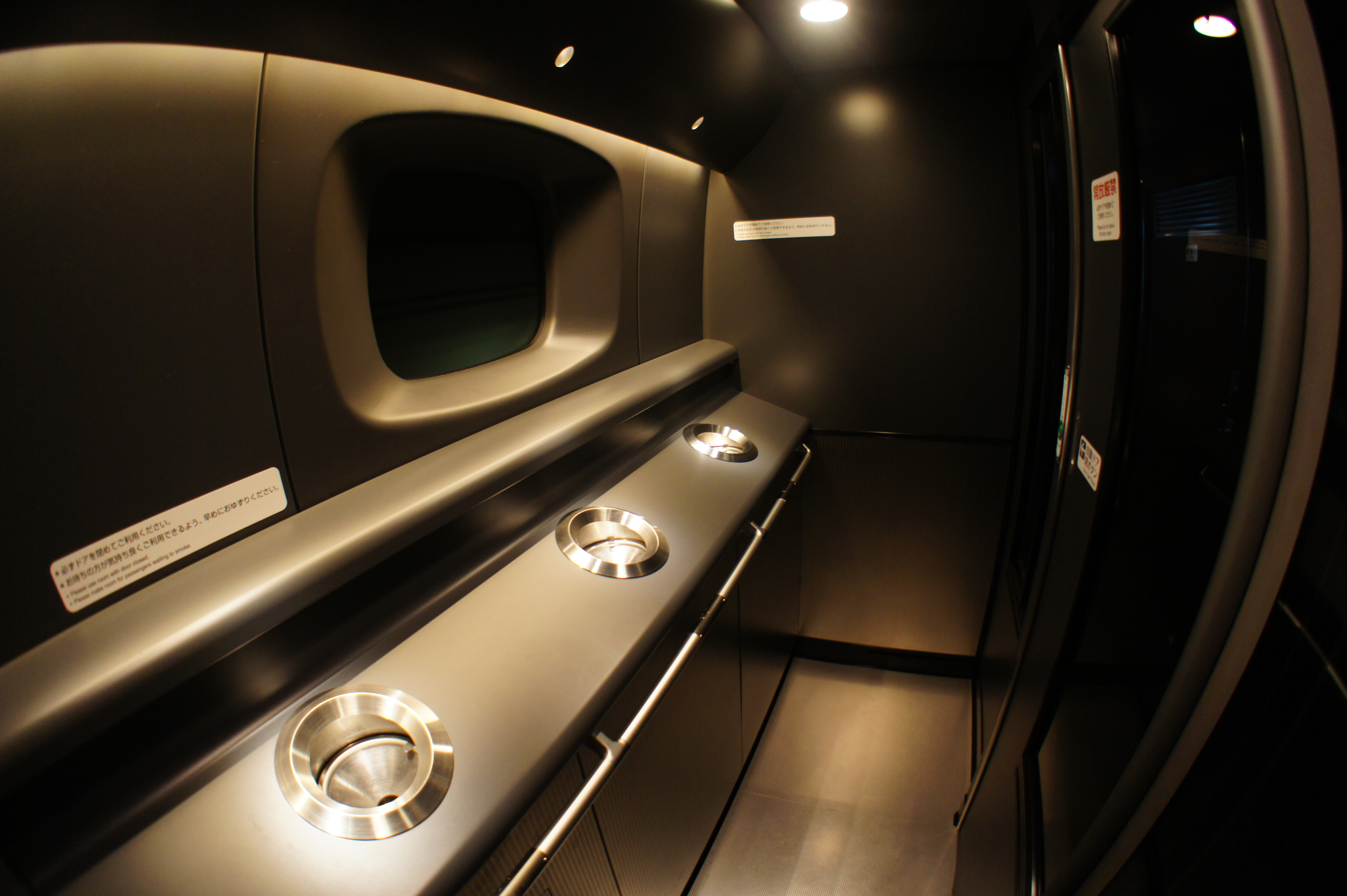
흡연석

## 운행 현황
| 운행 노선   | 열차 번호     | 운행 구간               | 차량   | 비고                                                        |
| ----------- | ------------- | ----------------------- | ------ | ----------------------------------------------------------- |
| 산요 & 큐슈 | 600호 ~ 619호 | 신오사카 ~ 가고시마추오 | N700계 | 왕복 6회 히메지 정차 운행 왕복 2회 구루메, 센다이 정차 운행 |

1. ↑  601호, 604호, 607호, 610호, 614호, 615호 열차가 해당된다.
2. ↑  614호, 615호 열차가 해당된다.
3. ↑  616호, 619호 열차가 해당된다.

## 정차역
이 열차는 신코베, 오카야마, 히로시마, 고쿠라, 하카타, 구마모토만 정차하며 산요 신칸센의 경우 최고 영업 속도 300km인 반면 큐슈 신칸센의 경우 최고 영업 속도 260km로 운행한다.
| 운행 횟수                      | 신오사카 | 신코베 | 니시아카시 | 히메지 | 아이오이 | 오카야마 | 신쿠라시키 | 후쿠야마 | 신오노미치 | 미하라 | 히가시히로시마 | 히로시마 | 신이와쿠니 | 도쿠야마 | 신야마구치 | 아사 | 신시모노세키 | 고쿠라 | 하카타 | 신토스 | 구루메 | 지쿠고후나고야 | 신오무타 | 신타마나 | 구마모토 | 신야쓰시로 | 신미나마타 | 이즈미 | 센다이 | 가고시마추오 | 비고                                    |
| ------------------------------ | -------- | ------ | ---------- | ------ | -------- | -------- | ---------- | -------- | ---------- | ------ | -------------- | -------- | ---------- | -------- | ---------- | ---- | ------------ | ------ | ------ | ------ | ------ | -------------- | -------- | -------- | -------- | ---------- | ---------- | ------ | ------ | ------------ | --------------------------------------- |
| 하행 8회 상행 8회              | ●        | ●      | ↔          | ■      | ↔        | ●        | ↔          | ↔        | ↔          | ↔      | ↔              | ●        | ↔          | ↔        | ↔          | ↔    | ↔            | ●      | ●      | ↔      | ■      | ↔              | ↔        | ↔        | ●        | ↔          | ↔          | ↔      | ■      | ●            | 일부 시간대 히메지, 구루메, 센다이 정차 |
| ●＝정차；■＝일부 정차；↔＝통과 |          |        |            |        |          |          |            |          |            |        |                |          |            |          |            |      |              |        |        |        |        |                |          |          |          |            |            |        |        |              |                                         |

## 소요 시간
| 25분       | 오카야마   |            |        |          |              |
| 1시간 10분 | 15분       | 히로시마   |        |          |              |
| 2시간 15분 | 1시간 35분 | 45분       | 하카타 |          |              |
| 2시간 45분 | 2시간 10분 | 1시간 45분 | 15분   | 구마모토 |              |
| 3시간 45분 | 3시간 5분  | 2시간 10분 | 45분   | 25분     | 가고시마추오 |

## 운행 열차

### 현재 운행하는 열차
- N700계 7000번대
- N700계 8000번대

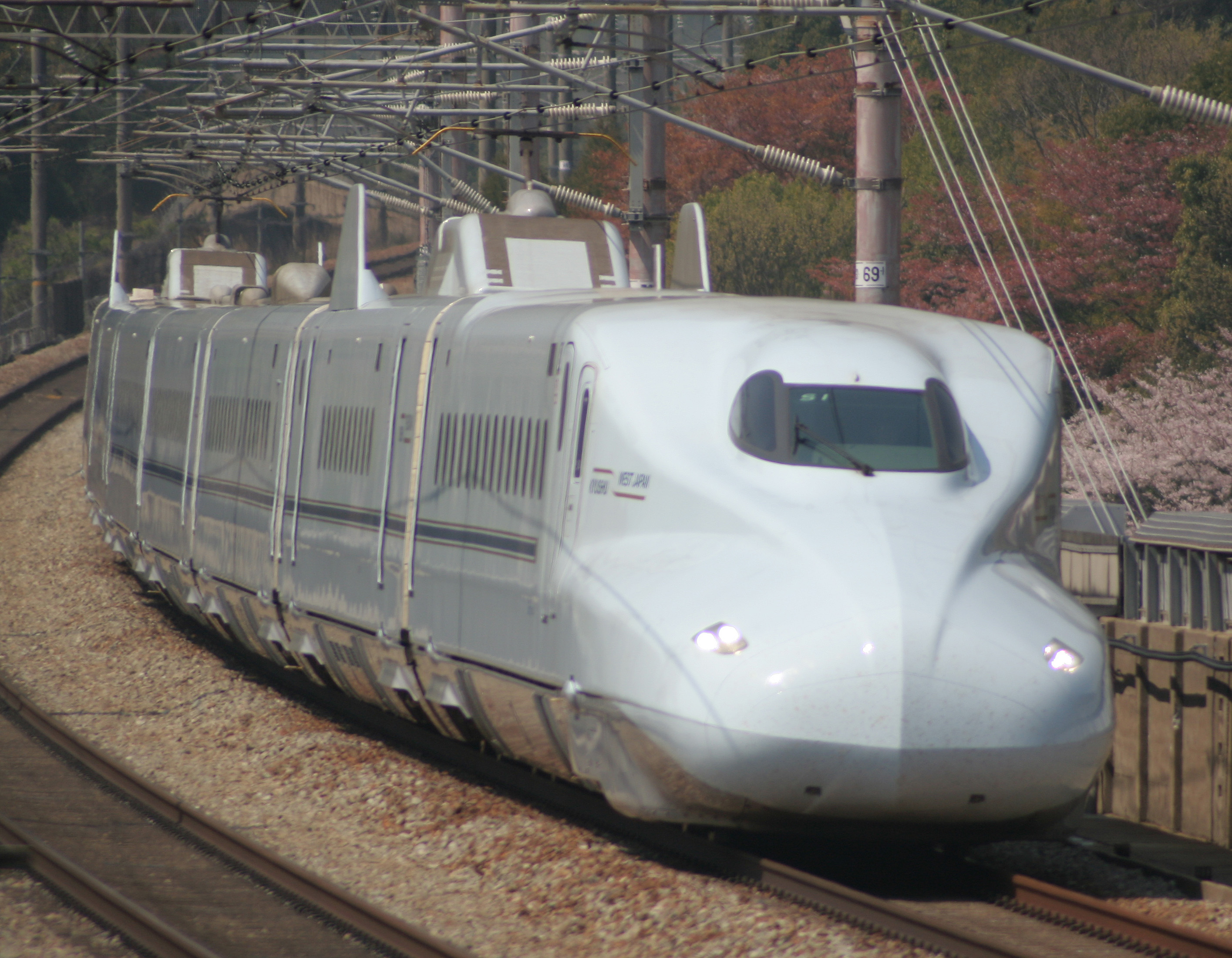
신칸센 N700계 7000번대
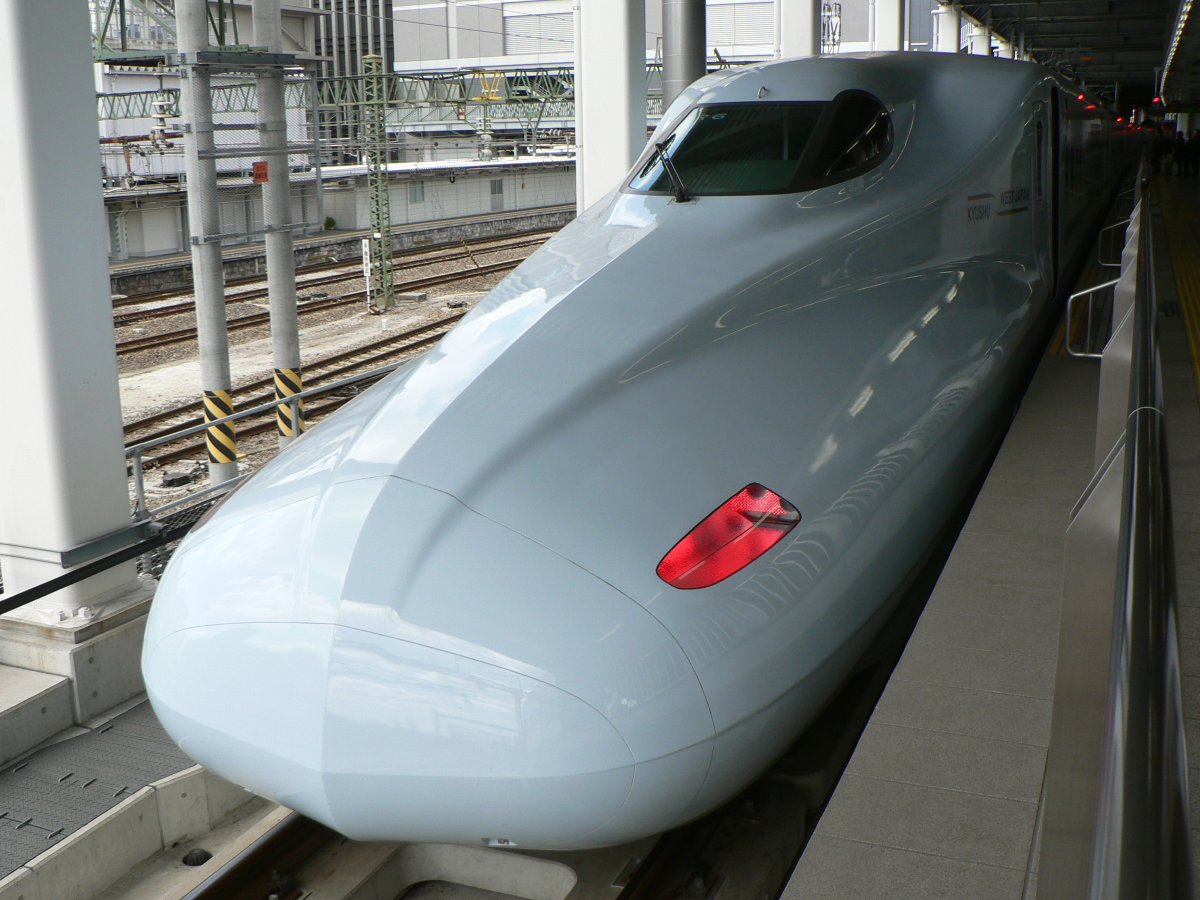
신칸센 N700계 8000번대

### 퇴역 및 과거 운행 열차
일본국유철도 시절

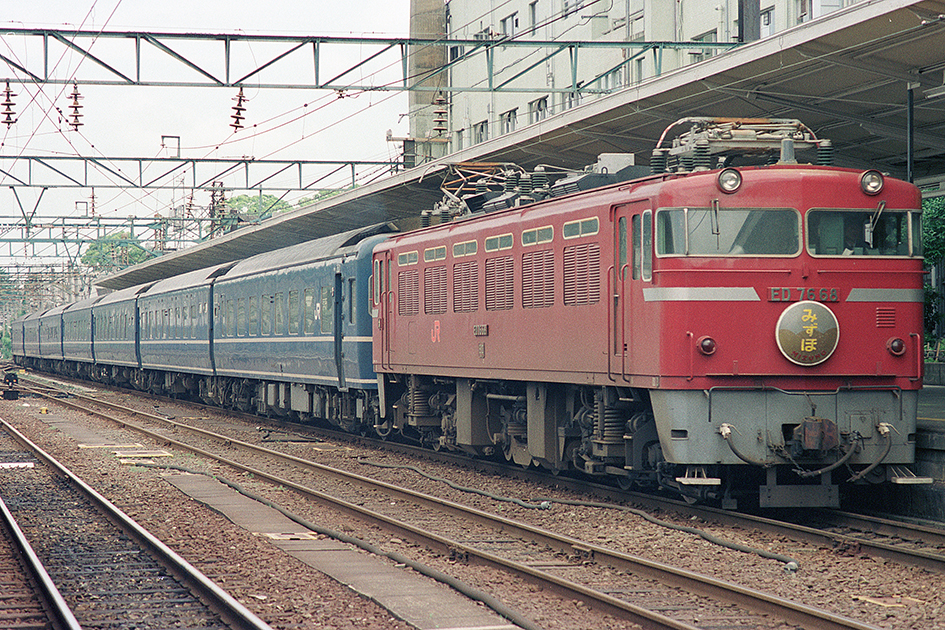
EF76형
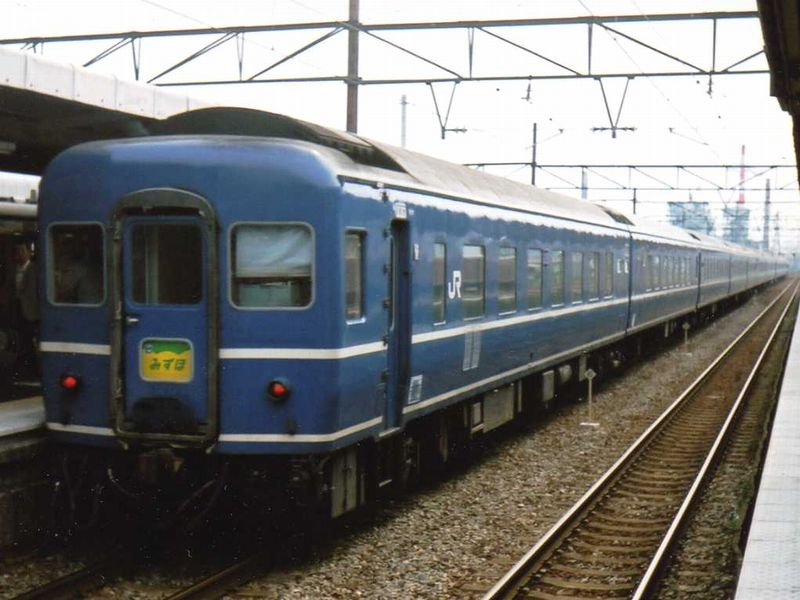
14계
- 24계
- 25계

- EF76형
- 14계

## 객차 구성

### N700계[12][13]
| 호차 | 1      | 2      | 3                  | 4      | 5      | 6      | 7                         | 8      |
| ---- | ------ | ------ | ------------------ | ------ | ------ | ------ | ------------------------- | ------ |
| 좌석 | 자유석 | 자유석 | 자유석             | 지정석 | 지정석 | 그린차 | 지정석                    | 지정석 |
| 시설 | 화장실 |        | 흡연실 화장실 전화 |        |        |        | 흡연실 화장실 장애인 좌석 | 전화   |

- 6호차 그린차
- 4호차 좌석
- 흡연석

## 같이 보기
- 블루트레인 (일본)